# Robert Thorogood
Robert Thorogood (Colchester, 1º gennaio 1972) è uno sceneggiatore e scrittore britannico.

## Biografia
Thorogood ha studiato presso Uppingham School a Rutland, dove ha conosciuto la sua futura moglie, Katie Breathwick. Conclusi gli studi diede vita a una compagnia teatrale.
Ha ideato la serie Delitti in Paradiso e ha composto la sceneggiatura di vari episodi.